# Mecúfi (distrito)
Mecúfi é um distrito da província de Cabo Delgado, em Moçambique, com sede na vila de Mecúfi. Tem limite, a norte com o município de Pemba e com o distrito de Metuge, a oeste com o distrito de Ancuabe, a sul e sudoeste com o distrito de Chiúre e a leste com o Oceano Índico.

## Geografia
O distrito tem uma área de 1 192 km²,, apresentando três zonas topograficamente distintas:
- Planícies costeiras com altitudes inferiores a 25 metros
- Zona de transição, com altitudes entre os 25 e os 100 metros
- O interior do distrito, com altitudes acima dos 500 metros

A costa apresenta-se como praia arenosa, onde se estende um recife de coral.
A hidrografia é caracterizada por pequenos rios que desaguam no oceano, entre os quais os rios Capaciri, Massabone, Megaruma, Metava, Metori, Miézi, Namirukulo, Namuáli, Namueri, Nanha, Nihugi, Nkiti, Quitivahulu, Umenhene e Uncufi.
As formações vegetais predominantes são os matagais, florestas e as matas de miombo, e no litoral ocorrem dunas e mangais.
O topónimo Mecúfi deriva do nome do pequeno rio Uncufi, que desagua no oceano junto à vila sede do distrito.

## História
A primeira estrutura administrativa colonial a que o território que hoje constitui o distrito de Mecúfi pertenceu foi o Concelho do Lúrio, criado em 1904 e, integrado no território sob administração da Companhia do Niassa. Durante a Primeira Guerra Mundial, o território foi palco de ataques por patrulhas alemãs em Janeiro de 1918, as quais chegaram a ameaçar a então Porto Amélia. Em 1931, depois da reversão do território para a administração colonial portuguesa, foi criada a Circunscrição de Mecúfi, a qual se transformou em Distrito de Mecúfi depois da independência nacional através do Decreto-lei nº 6/75 de 18 de Janeiro.
O distrito de Mecúfi tem sido uma área segura da Insurreição islâmica em Moçambique que deflagrou na província de Cabo Delgado em 2017, o que o tornou como localização ideal para centro de reassentamento de refugiados dos distritos mais a norte. No entanto, o distrito foi atacado em 14 de Junho de 2022, mais precisamente a aldeia de Mancuaia, tendo havido uma vítima motal, para além da destruícão de infraestruturas.

## Demografia
De acordo com os resultados finais do Censo de 2017, o distrito tinha 61 531 habitantes numa área de 1 192 km², o que resulta numa densidade populacional de 51,6 habitantes por km². A população registada no último censo representa um aumento de 25,6% em relação aos 48 976 habitantes contabilizados no Censo de 2007.
| 1997   | 2007   | 2017   |
| 35 644 | 48 976 | 61 531 |

O distrito é habitado maioritariamente pelo grupo étnico macua, cuja língua é usada por 95% da população, e a religião dominante é a islâmica.

## Divisão administrativa
O distrito está dividido em dois postos administrativos, Mecúfi-Sede e Murrébuè, compostos pelas seguintes localidades:
- Posto Administrativo de Mecúfi-Sede:
  - Muaria,
  - Natuco e
  - Sambene
- Posto Administrativo de Murrébuè:
  - Maueia e
  - Muitua

## Economia
As actividades económicas dominantes no distrito são as do sector primário, especialmente a agricultura, mas também a silvicultura e a pesca, que ocupam 89% da sua população activa. O turismo, baseado nas extensas praias do distrito, é uma actividade importante, centrada no posto administrativo de Murrébuè. Em 2021, existiam 15 unidades hoteleiras no distrito, que ofereciam 131 quartos.

## Infraestruturas
Em 2021, o distrito dispunha de 19 escolas primárias com cerca de 10.600 alunos e 228 professores; e uma escola secundária com cerca de 900 alunos e 43 professores.
No sector da saúde, havia 3 centros de saúde com um médico e 39 profissionais de saúde.
Quanto à infraestrutura rodoviária, a principal via do distrito é a R760, que liga a vila sede a Chiúre, a oeste, e à cidade de Pemba, a norte, servindo Murrébuè.